# Пеггі Ліптон
Ма́ргарет Енн (Пе́ггі) Лі́птон (англ. Margaret Ann 'Peggy' Lipton; нар. 30 серпня 1946 — 11 травня 2019) — американська акторка. Лауреатка премії «Золотий глобус» (1971), триразова номінантка на «Золотий глобус», чотириразова — на премію «Еммі».

## Біографія
Пеггі Ліптон народилася 30 серпня 1946 року в Нью-Йорку. Мати, Рита Бенсон (уроджена Розенберг), була художницею. Батько, Гарольд Арлен Ліптон, був корпоративним юристом. Дідусь по материнській лінії був російським євреєм, пізніше іммігрував з Латвії до Ірландії. Має двох братів — Кеннета і Роберта.

## Кар'єра
Ліптон почала кар'єру як модель агентства «Ford models». У 1964 році її сім'я переїхала в Лос-Анджелес, і вона підписала контракт зі студією «Universal Pictures». Найбільш відома її роль — Джулі Барнс у телесеріалі «Загін „Стиляги“» (1968—1973). У 1971 році вона здобула премію «Золотий глобус» у категорії найкраща жіноча роль за роботу в серіалі. Вона також досягла певного успіху як співачка, випустивши кілька синглів, які потрапили в чарти Billboard. Ліптон зробила перерву в кар'єрі, не знімаючись з другої половини сімдесятих, аж до початку дев'яностих. Вона повернулася до професії актриси в 1990 році, знявшись в одній з головних ролей у серіалі «Твін Пікс». Відтак знялася у фільмах «Зміна особистості» (1991), «Твін Пікс: вогонь, іди зі мною» (1992) і «Листоноша» (1997).
У 2004 році у актриси діагностували рак товстої кишки. Вона пройшла курс лікування, внаслідок чого поборола хворобу. У 2005 році Ліптон опублікувала свої мемуари «Breathing Out», де розповіла про стосунки з Полом Маккартні.

## Особисте життя
Пеггі Ліптон була у шлюбі з Квінсі Джонсом з 14 вересня 1974 по 1990 рік, народилися дві дочки: Кідада Джонс (22.03.74) і Рашида Джонс (25.02.76), які стали акторками.

## Фільмографія
| Рік       |    | Українська назва               | Оригінальна назва                          | Роль               |
| --------- | -- | ------------------------------ | ------------------------------------------ | ------------------ |
| 1965      | с  | Моя дружина мене причарувала   | Bewitched                                  | секретарка         |
| 1965      | с  | Містер Новак                   | Mr. Novak                                  | Сельма             |
| 1965      | с  | Година Альфреда Гічкока        | The Alfred Hitchcock Hour                  | Мері ВІнтерс       |
| 1965      | с  | Шоу Джона Форсайта             | The John Forsythe Show                     | Джоанна            |
| 1966      | с  | Вірджинець                     | The Virginian                              | Дульче Колбі       |
| 1967      | с  | Діснейленд                     | Disneyland                                 | Орейлі Прентісс    |
| 1967      | с  | Боб Хоуп представляє           | Bob Hope Presents the Chrysler Theatre     | Джилл              |
| 1967      | с  | ФБР                            | The F.B.I.                                 | дівчина в музеї    |
| 1967      | с  | Дорога на захід                | The Road West                              | Дженні Гріммер     |
| 1967      | с  | Загарбники                     | The Invaders                               | наречена           |
| 1968—1973 | с  | Загін «Стиляги»                | The Mod Squad                              | Джулі Барнс        |
| 1968      | ф  | Блю                            | Blue                                       | Лорі Крамер        |
| 1979      | тф | Повернення загону «Стиляги»    | The Return of Mod Squad                    | Джулі Барнс        |
| 1988      | тф | Ставлення до його любові       | Addicted to His Love                       | помічник           |
| 1988      | ф  | Я дістану тебе, ублюдок        | I'm Gonna Git You Sucka                    | епізод             |
| 1988      | ф  | На стежці війни                | War Party                                  | кореспондент       |
| 1988      | ф  | Пурпуровий людожер             | Purple People Eater                        | мати               |
| 1989      | ф  | Кінджайт: Заборонені теми      | Kinjite: Forbidden Subjects                | Кетлін Кроу        |
| 1990      | с  | Автостопщик                    | The Hitchhiker                             | Гелен              |
| 1990—1991 | с  | Твін Пікс                      | Twin Peaks                                 | Норма Дженнінгс    |
| 1991      | в  | Смертельна чарівність          | Fatal Charm                                | Джейн Сімс         |
| 1991      | ф  | Зміна особистості              | True Identity                              | Рита               |
| 1992      | ф  | Твін Пікс: вогонь, іди зі мною | Twin Peaks: Fire Walk with Me              | Норма Дженнінгс    |
| 1992      | тф | Секрети                        | Secrets                                    | Олівія Оуенс       |
| 1993      | с  |                                | Angel Falls                                | Гедлі Ларсон       |
| 1994      | с  | Крила                          | Wings                                      | міс Дженкінс Лорі  |
| 1994      | тф | Павук і муха                   | The Spider and the Fly                     | Гелен Страуд       |
| 1994      | тф | Смертельні зобов'язання        | Deadly Vows                                | Ненсі Вестон       |
| 1996      | тф | Справедливість Енні            | Justice for Annie: A Moment of Truth Movie | Керол Міллс        |
| 1997      | ф  | Листоноша                      | The Postman                                | Еллен Марч         |
| 2000      | ф  | Практикантка                   | The Intern                                 | Роксана Роше       |
| 2000      | ф  | Дітям до 16-ти                 | Skipped Parts                              | Лоребель Пірс      |
| 2000      | тф | Сімдесяті                      | The '70s                                   | Глорія Стейн       |
| 2000      | с  | Найкращі                       | Popular                                    | Келлі Фостер       |
| 2001      | ф  | Джекпот                        | Jackpot                                    | Дженіс             |
| 2004      | с  | Шпигунка                       | Alias                                      | Олівія Рід         |
| 2005      | с  |                                | Cuts                                       | Марша              |
| 2007      | с  | Правила спільного життя        | Rules of Engagement                        | Фей                |
| 2009      | с  | Зіткнення                      | Crash                                      | Сюзі               |
| 2010      | ф  | Одного разу в Римі             | When in Rome                               | Прісцилла          |
| 2012      | с  | Обитель брехні                 | House of Lies                              | Фібі Ван Дер Гувен |
| 2014      | с  | Ясновидець                     | Psych                                      | Скарлетт Джонс     |
| 2016      | с  | Енджі Трайбека                 | Angie Tribeca                              | місіс Трібека      |
| 2017      | с  | Твін Пікс: Повернення          | Twin Peaks: The Return                     | Норма Дженнінгс    |
| 2017      | ф  | Життя і мета собаки            | A Dog's Purpose                            | доросла Ханна      |